# Ramazzottius belubellus
Espèce
Ramazzottius belubellus est une espèce de tardigrades de la famille des Ramazzottiidae.

## Distribution
Cette espèce est endémique de Caroline du Nord aux États-Unis. Elle se rencontre dans le parc national des Great Smoky Mountains.

## Publication originale
- Bartels, Nelson, Kaczmarek & Michalczyk, 2011 : Ramazzottius belubellus, a new species of Tardigrada (Eutardigrada: Parachela: Hypsibiidae) from the Great Smoky Mountains National Park (North Carolina, USA). Proceedings of the Biological Society of Washington, vol. 124, no 1, p. 23-27.